# بوب باركر (مجدف)
بوب باركر (بالإنجليزية: Bob Parker) هو مجدف نيوزيلندي، ولد في 29 سبتمبر 1934 في أوكلاند في نيوزيلندا، وتوفي في 29 أغسطس 2009.

## وصلات خارجية
- بوب باركر على موقع الاتحاد الدولي للتجديف (الإنجليزية)
- بوب باركر على موقع اللجنة الأولمبية الدولية (الإنجليزية)
- بوب باركر على موقع أوليمبيديا (الإنجليزية)
- بوب باركر على موقع اللجنة الأولمبية النيوزيلندية (الإنجليزية)